# 15 février 1938
Le mardi 15 février 1938 est le 46e jour de l'année 1938.

## Naissances
- Amar Mellah, homme politique algérien
- Diana Deutsch, psychologue britanno-américaine
- Garbis Kortian (mort le 23 août 2009), philosophe français
- Michel Moutel (mort le 11 mai 1998), prélat catholique
- Volker Berghahn, historien allemand

## Décès
- Félix Mesnil (né le 12 décembre 1868), zoologiste et biologiste français

## Événements
- Autriche : Seyss-Inquart devient ministre de l'Intérieur et de la Sécurité.
- Après avoir demandé en vain le soutien de l’Italie, de la France et de la Grande-Bretagne, l’Autriche accepte les conditions allemandes.
- Premier vol du bimoteur de reconnaissance Bloch MB.170-01.